# Terra Nova (landgoed)
Terra Nova is een 50 ha groot landgoed in Loenen aan de Vecht, gemeente Stichtse Vecht.
Het omvat een statig huis, een park en een stuk plassengebied. Met de naam "Terra Nova" wordt soms ook wel het noordwestelijke deel van de Loenderveense Plas aangeduid.

## Ligging
Het landgoed is gelegen aan de Utrechtse Vecht in de buurtschap Oud-Over, even ten zuiden van de Lambertskade tussen Loosdrecht en Vreeland. De veenplassen van Terra Nova grenzen aan het noordwestelijk deel van de Loenderveense Plas, de Waterleidingplas, die door waterleidingbedrijf Waternet wordt beheerd.

## Geschiedenis
Het landgoed werd aan het begin van de 20e eeuw aangelegd door de Amsterdamse koopman Richard Heino Erdmann.
Rond 1910 begon Erdmann met het aankopen van stukken grond waaronder een deel van het terrein van de in 1836 gesloopte buitenplaats Oostervecht. De naam Terra Nova betekent letterlijk Nieuw Land en verwijst naar het nieuwe stuk grond dat werd aangelegd in het drassige veenplassengebied. Met behulp van Amsterdams huisvuil werd dit terrein opgehoogd waarna het werd voorzien van een laag aarde. Op het nieuwe land werd in 1912 een Noors houten huis gebouwd waar in 1935 het stenen huis dat er nu nog staat omheen werd gebouwd. Het huis is ingericht als een typisch patriciërshuis. Ook werden er bijgebouwen neergezet met trapgevels en liet Erdmann een park aanleggen met verschillende tuinen. Het plan om een landhuis te bouwen in 17e-eeuwse stijl is nooit gerealiseerd.
Erdmann had in 1900 een luxe salonboot laten bouwen op een werf in Amsterdam. Deze salonboot lag afgemeerd bij het landgoed. De boot, de Terra Nova, is nu in gebruik bij een Amsterdamse rederij en kan gehuurd worden.
De huidige eigenaar is Landgoed Terra Nova Loenen aan de Vecht b.v.; huis, tuin en plassengebied zijn enkel toegankelijk op afspraak of in excursieverband.

## Natuur
Het plassengebied bij het landgoed is een van de weinige plaatsen van de Loosdrechtse Plassen waar het oude patroon van de vervening met trekgaten en legakkers nog goed zichtbaar is gebleven. Houten schermen in het water rondom de legakkers beschermen de legakkers tegen verdere afkalving door wind en golfslag.
In het aangrenzende gedeelte van de Loenderveense Plas is een kolonie purperreigers gevestigd. In de omgeving komt de ringslang veel voor.

### Waterkwaliteit veenplassen
De plassen op het landgoed staan in verbinding met het aangrenzenden noordwestelijke deel van de Loenderveense Plas. In dit deel van de Loenderveense Plas is de afgelopen jaren geëxperimenteerd met het verbeteren van de waterkwaliteit door het wegvangen van brasem. Deze vis woelt de sliblaag op die op de bodem van de plassen is ontstaan door overbemesting. In dit troebele water kunnen slechts weinig planten en dieren leven waardoor de soortenrijkdom van de plassen sterk is teruggelopen. Hoewel nu al aansprekende resultaten te zien zijn van het wegvangen van de brasem – het hele meer is omgeklapt van troebel naar helder - acht men het project pas definitief geslaagd als men erin slaagt een schoonwatermilieu te ontwikkelen, dat niet langer geschikt is voor de brasem. In de loop van de komende jaren moet blijken of dat lukt. Als maatstaf voor een gezond watermilieu in een laagveenplas noemt men kranswieren, krabbenscheer en bittervoorn. De flora en fauna in veenplassen met helder water staat bekend als bijzonder rijk.